# Hallimasche
Die Hallimasche oder Honigpilze (Armillaria) sind eine Pilzgattung aus der Familie Physalacriaceae mit mehreren, schwer unterscheidbaren Arten. Man spricht hier auch von einem Aggregat, dem Hallimaschkomplex. Viele Arten besitzen am Stiel einen wattigen Ring (Annulus, siehe Gattungsname: lateinisch Armilla = Armband), der aber mit zunehmender Reife der Fruchtkörper durch Witterungseinflüsse und Schneckenfraß verloren gehen kann. Einige Arten vermögen von den Wurzeln her auch lebende Gehölze zu befallen, bringen diese zum Absterben bis hin zu Waldsterbeerscheinungen und gelten deshalb als Forstschädlinge.
Typusart ist der Honiggelbe Hallimasch (Armillaria mellea).

## Merkmale
Der bräunliche bis honiggelbe Hut ist mit dunklen, leicht büscheligen und haarigen, abwischbaren Schüppchen bedeckt, die zum Rand hin in ihrer Anzahl abnehmen; im Alter können sie auch ganz fehlen. Der Hut bleibt am Rand während des Wachstums lange eingerollt. Manchmal halten sich in dem geschützten Hohlraum zwischen Lamellen und Ring Exemplare der beiden Glanzkäfer Cychramus luteus und Cychramus variegatus auf. Diese verursachen auf den Lamellen bräunliche Flecken, wodurch die Vermarktbarkeit als Speisepilze beeinträchtigt wird. Später verflacht der Hut und kann im Alter manchmal auch eine niedergedrückte Form annehmen. Die Lamellen stehen ziemlich dicht und laufen ein wenig am Stiel herab. Sie sind weiß bis blass rötlichgelb gefärbt. Die Sporen sind farblos, wirken in Menge aber weiß. Deshalb können die Oberseiten der Hüte tiefer sitzender Exemplare durch das reichlich abgeschleuderte Sporenpulver weiß bestäubt und wie verschimmelnd erscheinen. Der bis zu 20 Zentimeter lange Stiel ist bei büscheligem Hervortreten oft gebogen. Er ist gelblich-braun gefärbt und wird nach unten dunkler. Unterhalb des Rings (Annulus) ist der Stiel häufig mit flockigen Schüppchen besetzt. Die Stielbasis ist bis auf den Honiggelben Hallimasch im engeren Sinne anfangs deutlich knollig verdickt. Das Fleisch des Hutes und anfangs auch im Stielinneren ist zart, der Stiel später, nach völligem Aufschirmen der Hüte, bald etwas zäh-faserig. Ein eindeutiges Erkennungsmerkmal der Hallimasche ist das adstringierende Gefühl im Rachen, das bei einer Kauprobe nach etwa einer halben Minute einsetzt.

## Gattungsabgrenzung
Durch das weiße Sporenpulver lassen sich die Hallimasche gut von den ähnlich aussehenden Schüpplingen (Pholiota) unterscheiden, die braunes Sporenpulver besitzen.

## Ökologie

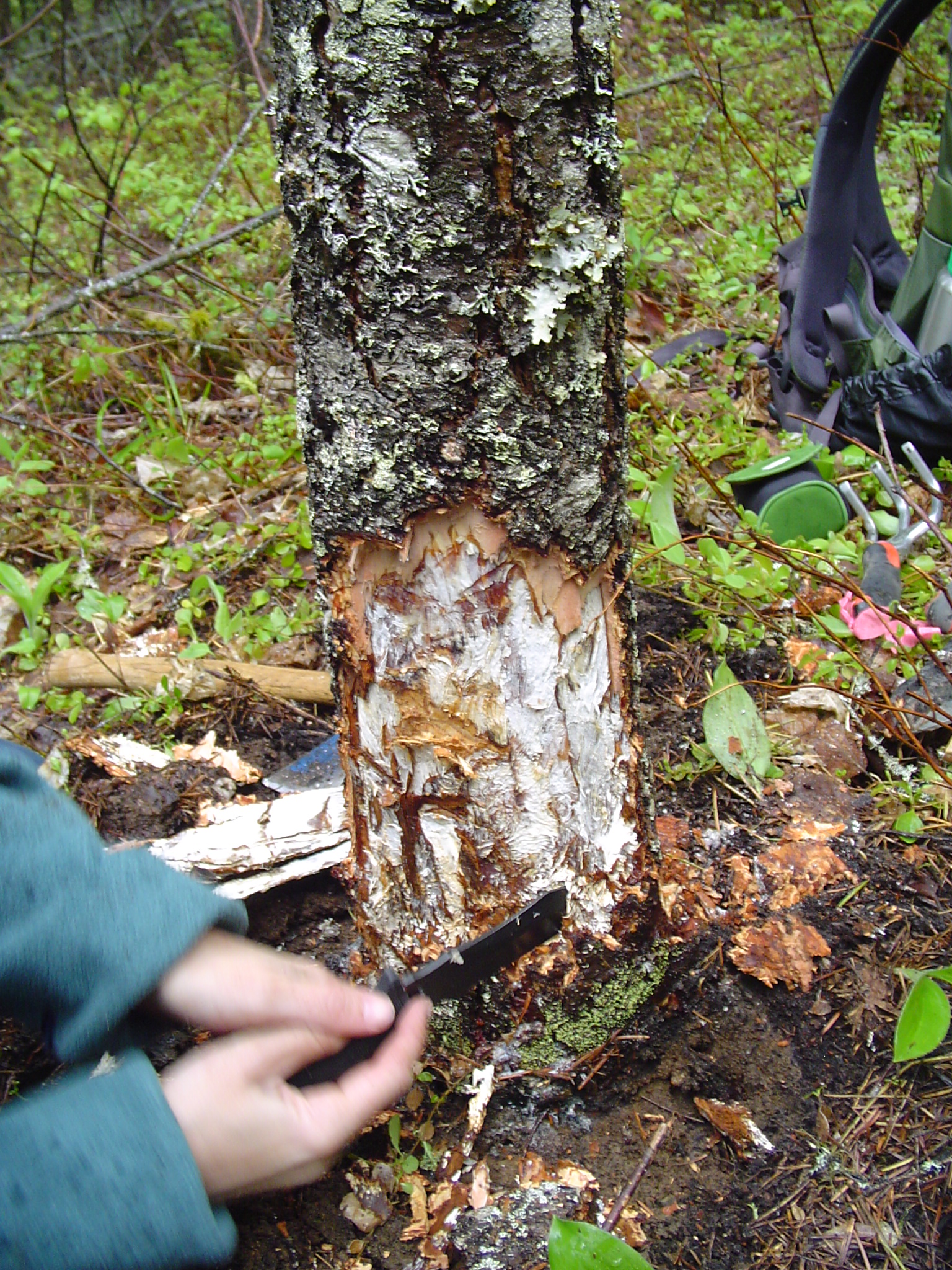
Das weiße Fächermyzel eines Hallimaschs zerstört das Kambium unter der Rinde.

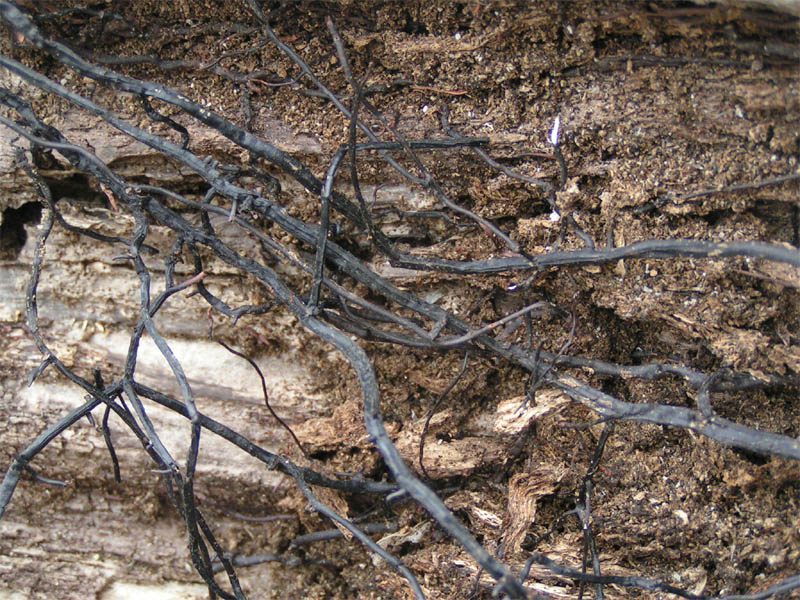
Rhizomorphen eines Hallimaschs

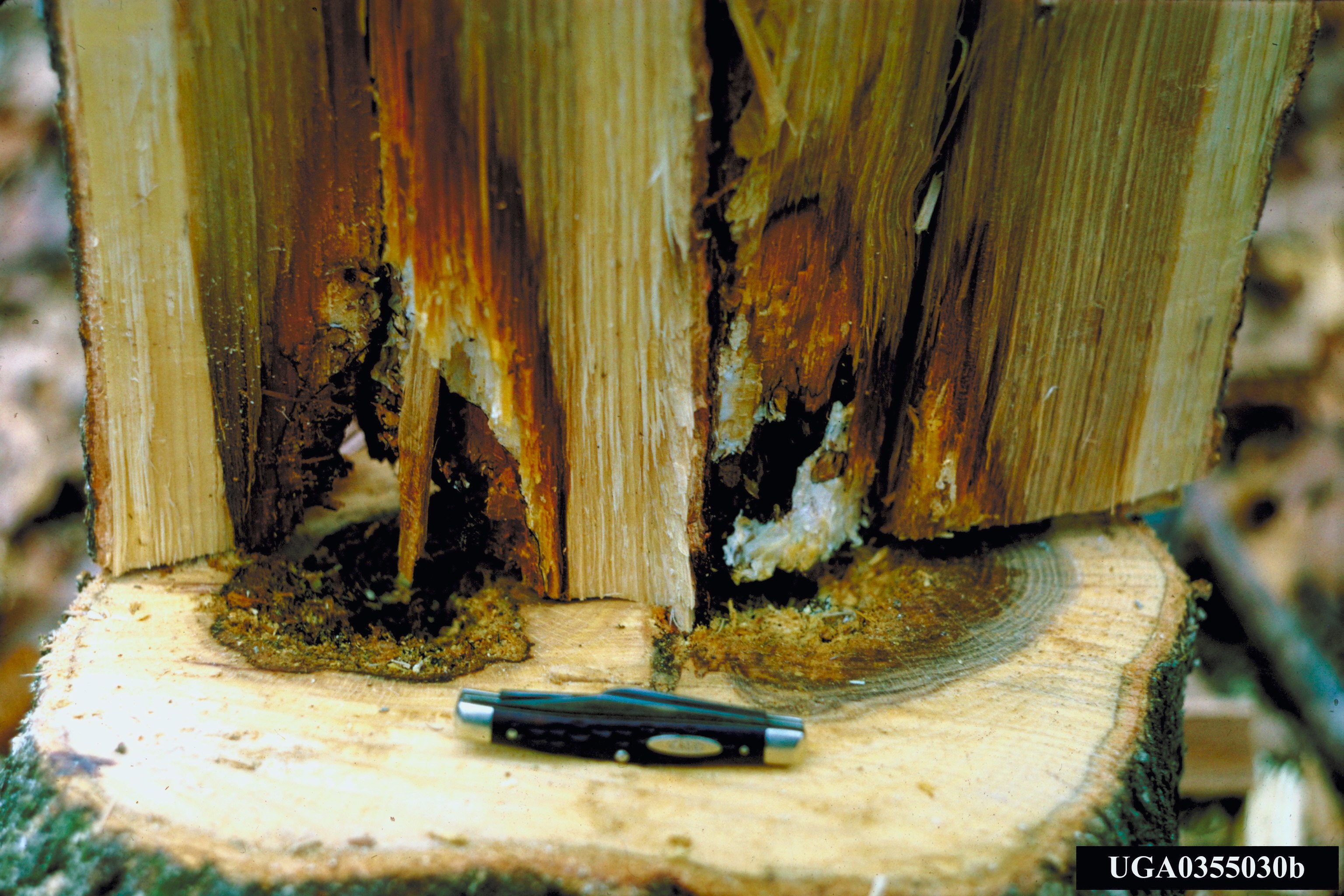
Weißfäule und Myzel in einem befallenen Stamm

Die Hallimasche befallen mit ihren weißen Fächermyzelien und schwarzbraun berindeten Rhizomorphen lebendes wie totes Holz. Im Inneren verursachen sie eine Weißfäule. Zunächst blockieren und entziehen die parasitisch lebenden Myzelien den Wirtspflanzen so viele Nährstoffe und Wasser, dass sie schnell absterben können. Danach können sich die Pilze noch viele Jahre lang saprotroph vom feuchten Totholz ernähren.
Von den zunächst befallenen Derbwurzeln her wuchern unter der Borke größerer Gehölze von der Stammbasis im nährstoffreichen Säftefluss des Kambiums weiße Fächermyzelien aufwärts. Sobald die Myzelien den Säftefluss im Splintholz ringsum blockieren, welken Laub oder Nadeln des Gehölzes und der Baum stirbt. Von da an können sich die weißen Myzelien beim weiteren Voranwachsen zu schwarz berindeten Rhizomorphen umwandeln, die sowohl unter der Borke weiter stammaufwärts wie auch von den befallenen Wurzeln aus die Wurzelrinde eines nächsten Baumes mittels Enzymen durchbohren können. Das Myzel kann aber auch im Inneren des Stammes wachsen und das Holz in Form einer längsfaserigen Weißfäule abbauen und aushöhlen. Dabei können dort kürzere Rhizomorphen auch ohne das Zwischenstadium "weißes Myzel" gebildet werden – und zwar sogar aus in fortgeschrittenem Abbau befindlichen, gut durchfeuchteten Partien des Holzes. Im Falle von Weichholz-Bäumen wie Pappeln können so im Laufe der Jahre sehr umfangreiche Stammhöhlen entstehen.
Speziell die Hallimasche verbreiten sich durch die Rhizomorphen überwiegend als Klon, also vegetativ und kaum durch die Ausbreitung ihrer Sporen.
Im Gegensatz zu den meisten anderen Pilzen bilden Hallimasche also Rhizomorphen, die jährlich bis zu drei Meter wachsen können. Mit Hilfe dieser schnürsenkel- oder kabelartigen Hyphenbündel greifen sie selbst gesunde Bäume in ihrer Reichweite an und breiten sich dadurch stark aus. Einige Hallimasche zählen zu den gefährlichsten Forstschädlingen, da sie in der Wahl ihrer Wirte sehr flexibel sind. Sie können bis auf wenige Ausnahmen, wie den Blauglockenbaum, die allermeisten Gehölze (Laub- und Nadelholz, alle möglichen tropischen Plantagen-Bäume bis hin zu Ölpalmen, und selbst Reben und Brombeeren) besiedeln, ja befallen. Oft werden zum Beispiel durch Dürre und Borkenkäfer vorgeschädigte Bäume eher befallen.
Die Pflanzen zweier myko-heterotropher, also blattgrünloser Orchideengattungen in Asien bzw. Australien (Galeola, Gastrodia) gelten als Epiparasiten an Hallimaschen, das heißt, sie lassen sich von ihnen Nährstoffe zuführen, die diese wiederum ihren Wirtspflanzen entzogen haben.

## Verbreitung
Die Hallimascharten sind in gemäßigten bis tropischen Zonen weltweit verbreitet und zumindest vegetativ, also in Form ihrer Myzelien und Rhizomorphen, durchaus häufig. Ihre Fruchtkörper sind in Mitteleuropa von September bis Dezember auf lebendem oder totem Laub- oder Nadelholz zu finden, manchmal auch scheinbar auf bloßem Boden, weil sie aus unter der Oberfläche verlaufenden, befallenen Wurzeln hervorsprießen.

## Arten
Von den derzeit über 30 bekannten Arten kommen 5 in Europa vor.

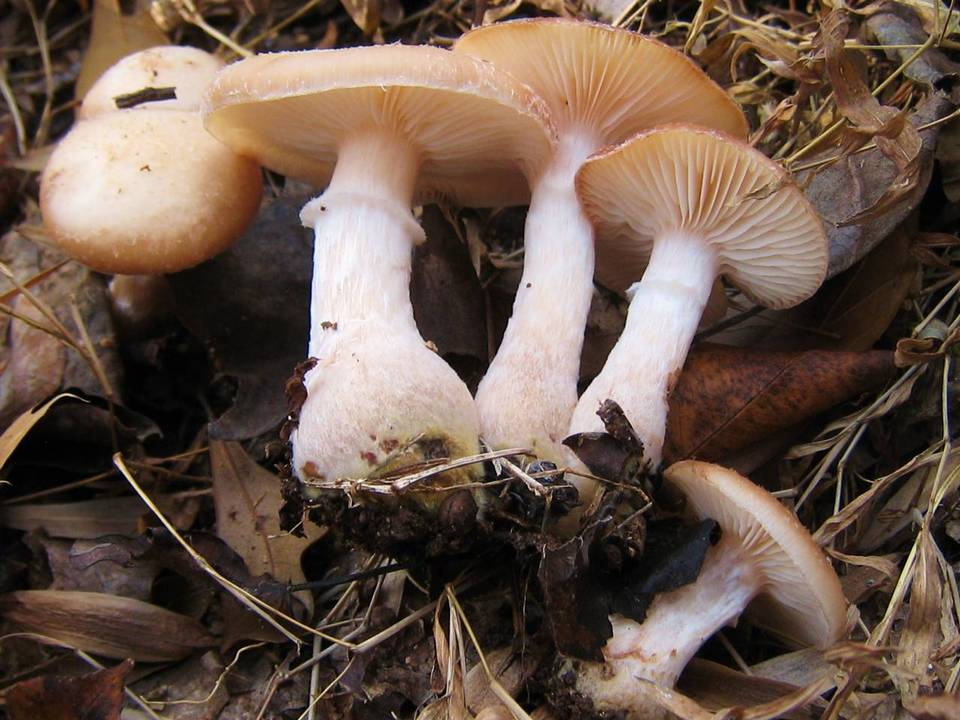
Fleischfarbener Hallimasch Armillaria gallica
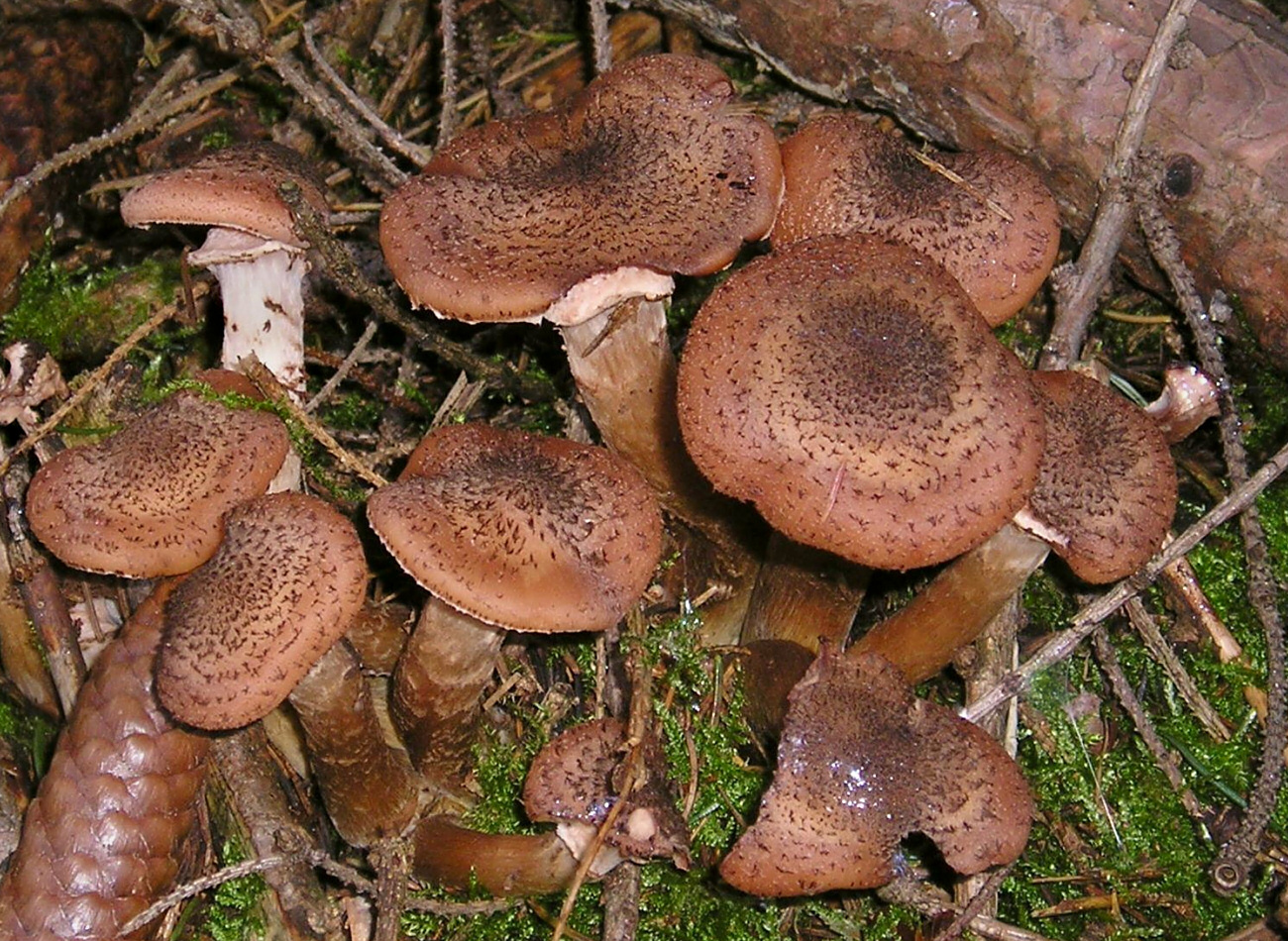
Dunkler Hallimasch Armillaria ostoyae

| Hallimasche (Armillaria) in Europa | Hallimasche (Armillaria) in Europa     | Hallimasche (Armillaria) in Europa    |
| Deutscher Name                     | Wissenschaftlicher Name                | Autorenzitat                          |
| ---------------------------------- | -------------------------------------- | ------------------------------------- |
| Nördlicher Hallimasch              | Armillaria borealis                    | Marxm. und Korhonen 1982              |
| Zwiebelfüßiger Hallimasch          | Armillaria cepistipes                  | Velen. 1920, ‘cepaestipes’            |
| Falscher Zwiebelfuß-Hallimasch     | Armillaria cepistipes f. pseudobulbosa | Romagn. & Marxm. 1983                 |
| Fleischfarbener Hallimasch         | Armillaria gallica                     | Marxm. & Romagn. 1987                 |
| Honiggelber Hallimasch             | Armillaria mellea                      | (Vahl 1790: Fr. 1821) P. Kummer 1871  |
| Dunkler Hallimasch                 | Armillaria ostoyae                     | (Romagn. 1970) Herink 1973 nom. cons. |

- Fleischfarbener Hallimasch
Armillaria gallica
- Dunkler Hallimasch
Armillaria ostoyae

## Ehemalige Hallimasch-Arten
Einige Arten, die früher der Gattung Armillaria zugerechnet wurden, sind nun in eine eigene Gattung Desarmillaria ausgegliedert worden. Deren Arten weisen keinen Ring (Annulus, Armilla) am Stiel auf.
| Desarmillaria        | Desarmillaria           | Desarmillaria                      |
| Deutscher Name       | Wissenschaftlicher Name | Autorenzitat                       |
| -------------------- | ----------------------- | ---------------------------------- |
| Moor-Hallimasch      | Desarmillaria ectypa    | (Fr. 1821) R.A. Koch und Aime 2017 |
| Ringloser Hallimasch | Desarmillaria tabescens | (Scop. 1772) R.A. Koch & Aime 2017 |

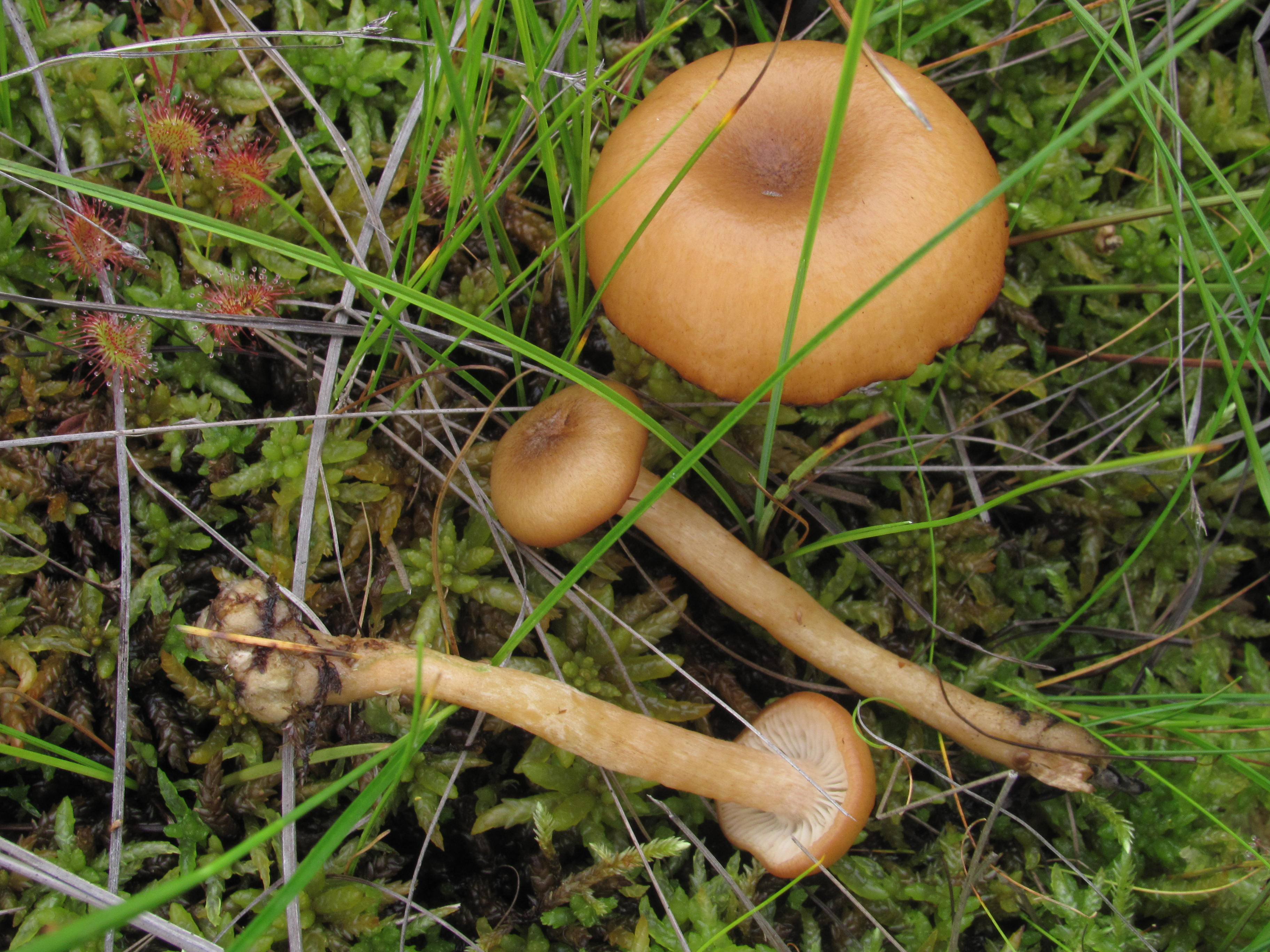
Moor-Hallimasch Desarmillaria ectypa
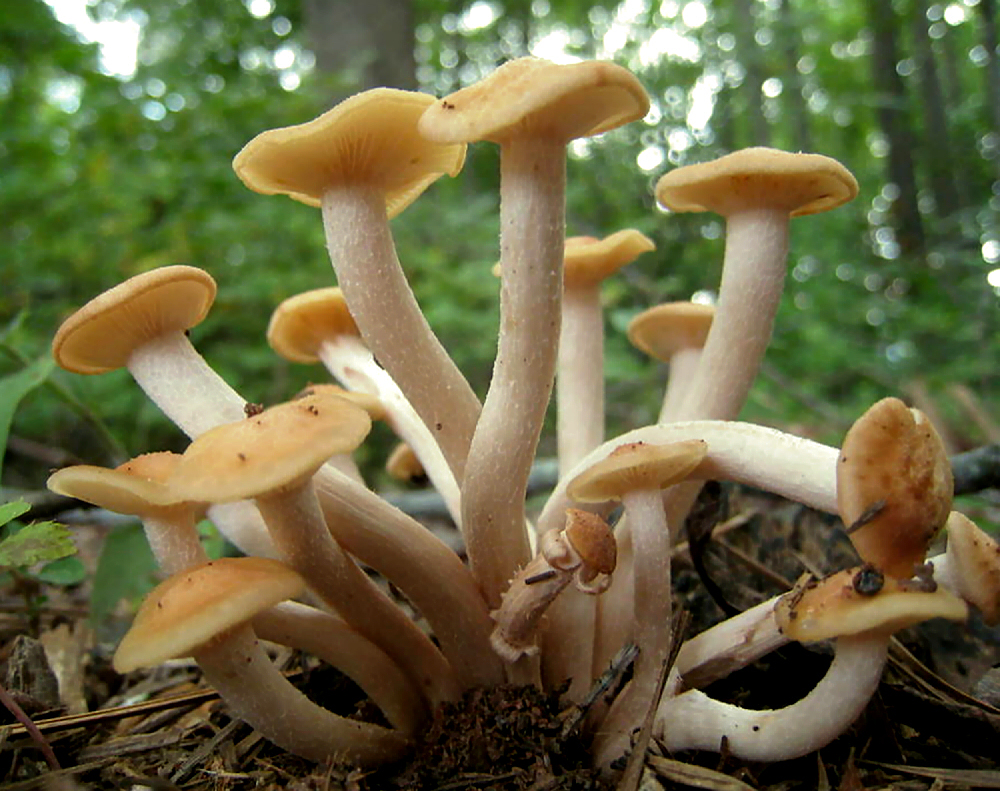
Ringloser Hallimasch Desarmillaria tabescens

## Bedeutung

### Etymologie
„Ein bemerkenswert undeutlicher Name für einen Pilz“, schreibt der Duden-Newsletter. Zur Herkunft des deutschen Namens gibt es widersprüchliche Angaben: Einmal soll er wegen seiner angeblich kurativen Wirkung bei Hämorrhoiden von Heil im Arsch kommen. Eine andere etymologische Deutung leitet ihn von hal (glatt, schlüpfrig) im Arsch ab, da die Hallimasche im rohen oder ungenügend gekochten Zustand eine stark abführende Wirkung haben; es wird auch eine lautmalerische Ableitung vom Hall durch erzeugte Blähungen unterstellt.

### Speisewert

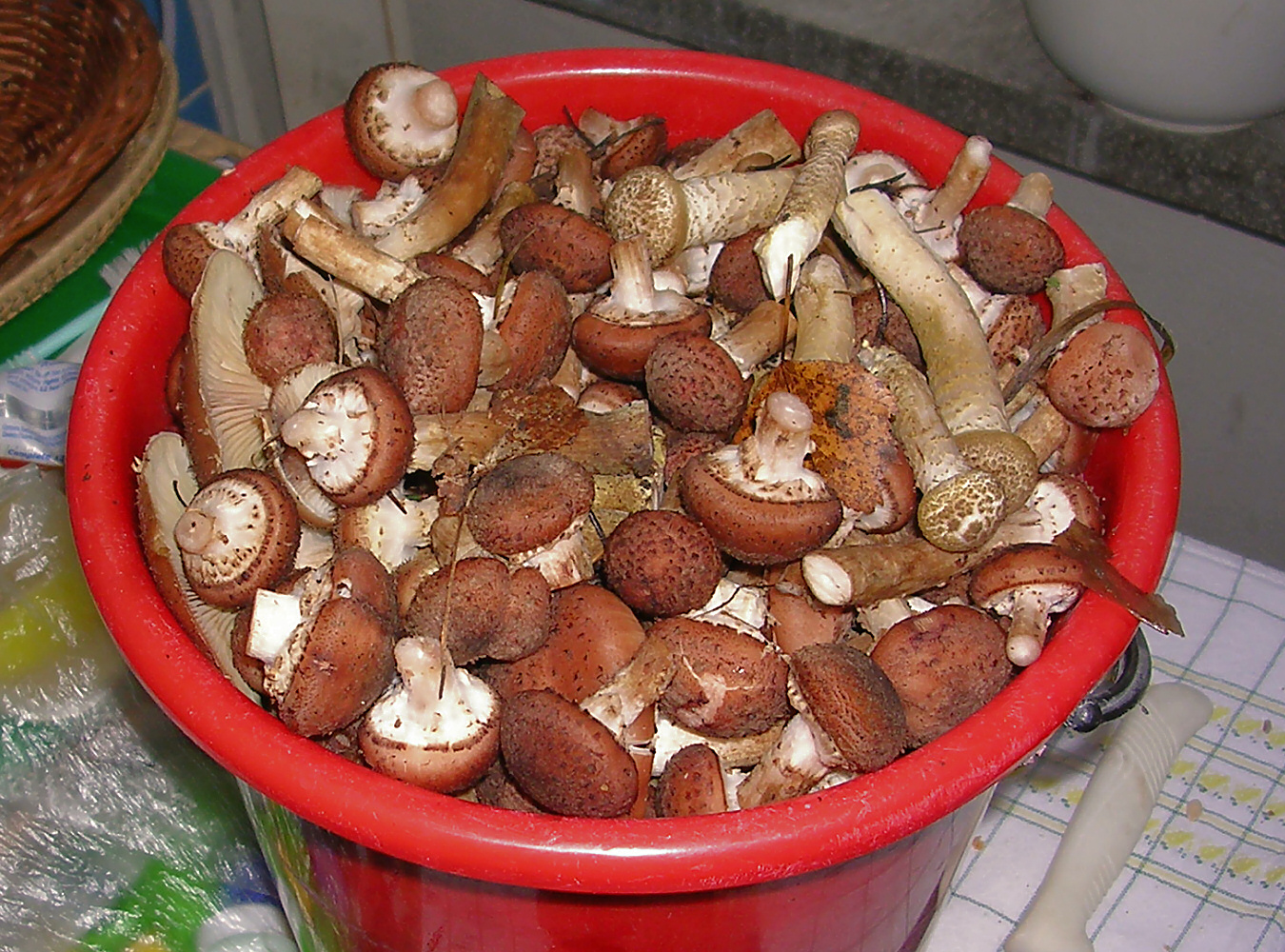
Ein Eimer voll gesammelter Hallimasche

Hallimasche sind im Allgemeinen als Speisepilze bekannt. Sie sind in vielen Gegenden, beispielsweise dem nordostitalienischen Venezien und auf den Gebieten der ehemaligen Tschechoslowakei und UdSSR, sehr beliebte, in Zentnermengen gesammelte und vermarktete Speisepilze. Nach dem Aufschirmen der Hüte wird der dann zähere Stiel meist entfernt.
Die Pilze sind in rohem Zustand unbekömmlich und Brechreiz erregend, deshalb müssen sie vor dem Verzehr ausreichend durchgegart sein (mindestens acht Minuten lang). Auch können gelegentlich, trotz korrekter Zubereitung, Unverträglichkeitsreaktionen auftreten, so wie auch bei vielen anderen Lebensmitteln. Die Angaben zum Speisewert treffen für alle Arten zu.

### Biolumineszenz
Eine Besonderheit der Hallimasche ist die Fähigkeit ihrer Myzelien zur Biolumineszenz, das heißt das Pilzmyzel und insbesondere frisch vom Myzel durchwuchertes Holz kann – in völliger Dunkelheit mit bloßem Auge gut erkennbar – durch chemische Prozesse ein kaltes Leuchten erzeugen: Leuchtendes Holz. Als Ursache dafür gilt – ähnlich wie bei den Leuchtkäfern (Glühwürmchen) – die Reaktion von Luciferin mit dem Enzym Luciferase unter Mitwirkung von Sauerstoff, welche Licht abgibt.

### Wachstum, Alter und Größe von Hallimaschen
Im Jahr 2000 wurde aufgrund eines zunächst rätselhaften Waldsterbens im Malheur National Forest (Oregon, USA) ein riesiges Myzel der Hallimaschart Armillaria ostoyae (Dunkler Hallimasch) entdeckt (44° 28′ 34,2″ N, 118° 29′ 5,2″ W). Es erstreckt sich über eine Fläche von rund neun Quadratkilometern (965 Hektar). Sein Alter wird auf 1900 bis 8650 Jahre und sein Gewicht auf 7567 bis 35.000 Tonnen geschätzt. Damit gilt der Pilz, der die Bezeichnung Humongous Fungus („riesiger Pilz“) erhielt, als das nach Biomasse größte bekannte Lebewesen der Welt. Der größte Hallimaschklon Europas – ebenfalls Armillaria ostoyae – wurde 2004 in der Schweiz beim Ofenpass entdeckt. Er ist im Durchmesser 500 bis 800 Meter groß, bedeckt eine Fläche von 35 Hektar und ist etwa 1000 Jahre alt.